# Pachydiscus
Pachydiscus è un genere estinto di mollusco cefalopode appartenente alle ammoniti, vissuto nel Cretaceo Superiore, dal Campaniano al Maastrichtiano. Si tratta di uno degli ultimi generi di ammonoidi evolutisi prima dell'estinzione totale del gruppo, avvenuta intorno al passaggio tra Cretaceo e Paleocene. È un importante fossile guida per il Cretaceo terminale, e in particolare la prima comparsa della specie P. (Pachydiscus) neubergicus Hauer (1858), indice di biozona, rappresenta il criterio accettato internazionalmente per il riconoscimento del Maastrichtiano inferiore. Il nome generico significa “disco robusto”, dal greco pachys (παχὐς) = robusto; discos (δἰσκος) = disco.

## Descrizione

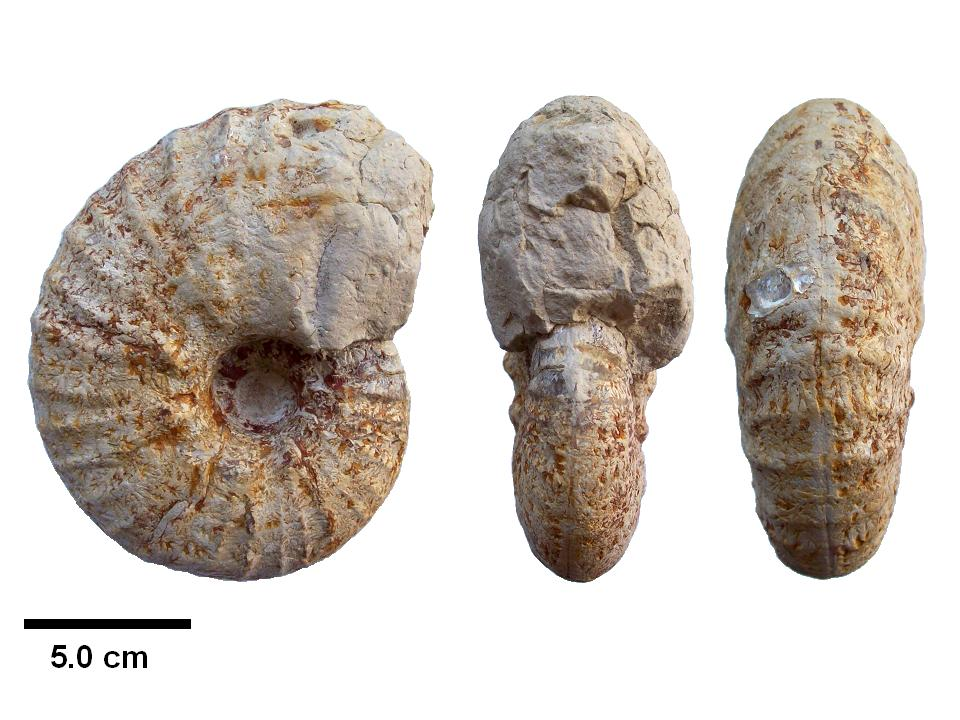
Esemplare di Pachydiscus (P.) neubergicus Hauer dal Madagascar. Da sinistra a destra: veduta laterale (ombelicale), veduta adorale e veduta ventrale. Questa specie è caratterizzata da un'ornamentazione a coste primarie che si dipartono a due a due da bullae in posizione periombelicale, e coste intercalate; tutte le coste (una trentina per giro) attraversano il ventre; visibile sul ventre la linea sifonale. L'esemplare è un modello interno fossilizzato in marna grigia e parzialmente limonitizzato (cioè originariamente piritizzato e successivamente alterato per opera degli agenti atmosferici).Questa specie è un importante fossile guida per il Maastrichtiano inferiore.

Conchiglia planispirale, involuta, da debolmente compressa a compressa, di forma discoidale più o meno inflata, con ombelico profondo e parete ombelicale sub-verticale. Altezza del giro tipicamente maggiore del diametro ombelicale. Ventre arrotondato privo di solchi o carene. Apertura semplice, priva di apofisi anche nelle microconche.  Ornamentazione generalmente composta da coste primarie, semplici o biforcate sul fianco e coste intercalate, che attraversano il ventre. Presenza in diverse forme di tubercoli o bullae in posizione periombelicale. 
L'ornamentazione può in alcune forme essere assente o poco sviluppata nell'adulto (soprattutto nelle macroconche). Sutura di tipo ammonitico, estremamente complessa, con lobi e selle molto frastagliati; lobo laterale trifido, relativamente poco sviluppato, e lobi ombelicali numerosi. Dimorfismo sessuale molto spinto con macroconche di grande taglia (fino a oltre 50 cm) e microconche molto piccole (di diametro centimetrico-decimetrico).

## Classificazione
Il genere Pachydiscus è suddiviso in due sottogeneri:
- P. (Pachyduscus) Zittel (1884), con tutti i caratteri del genere, sviluppati anche nell'adulto (Campaniano-Maastrichtiano).
- P. (Neodesmoceras) Matsumoto (1947); forme tendenzialmente più evolute, con ornamentazione sempre assente nell'adulto (Maastrichtiano).

## Distribuzione e stile di vita
Questo genere è diffuso a scala globale, dalle americhe al Giappone, e si rinviene soprattutto in facies marnoso-argillose di piattaforma continentale esterna, ove sembra sostituire le forme del genere Puzosia diffuse precedentemente in questo ambiente. Si trattava quindi probabilmente di una forma piuttosto profonda (da una cinquantina fino a circa duecento metri di profondità). Dalle impronte di denti rinvenute su alcuni esemplari provenienti dall'area circum-pacifica, tra i suoi nemici naturali sembrano potersi annoverare i mosasauri, rettili marini tipici del Cretaceo Superiore.